# Trochosa fageli
Trochosa fageli är en spindelart som beskrevs av Roewer 1960. Trochosa fageli ingår i släktet Trochosa och familjen vargspindlar.
Artens utbredningsområde är Kongo. Inga underarter finns listade i Catalogue of Life.